# Liste der Stolpersteine in Staufenberg (Niedersachsen)
Die Liste der Stolpersteine in Staufenberg (Niedersachsen) enthält die Stolpersteine, die im Rahmen des gleichnamigen Kunst-Projekts von Gunter Demnig in Staufenberg in Niedersachsen verlegt wurden. Mit ihnen soll an die Opfer des Nationalsozialismus erinnert werden, die in Staufenberg lebten und wirkten.
Die erste Verlegung fand am 3. Februar 2025 statt.

## Liste der Stolpersteine
| Name                | Adresse     | Bild | Inschrift                                                                                        | Verlegedatum | Biografie und Anmerkungen |
| ------------------- | ----------- | ---- | ------------------------------------------------------------------------------------------------ | ------------ | ------------------------- |
| Heinrich Mühlhausen | Am Ring 8 · |      | Hier wohnte Heinrich Mühlhausen Jg. 1905 Zeuge Jehovas verhaftet 14.5.1938 KZ Buchenwald befreit | 3. Feb. 2025 |                           |